# Портрет неизвестной в русском костюме
«Портрет неизвестной крестьянки в русском костюме» — картина русского живописца Ивана Аргунова, написанная в 1784 году; хрестоматийный образец портретного жанра в русском классицизме второй половины XVIII века, одно из наиболее известных произведений в творчестве Аргунова. Является частью собраний Третьяковской галереи в Москве (инв. 15174), выставляется в зале № 2 в историческом здании галереи на Лаврушинском переулке. Техника исполнения произведения — масляная живопись на холсте, размер полотна — 68 × 53,6 см.
Портрет неизвестной отражает интерес к крестьянской тематике, появившийся в то время в русском обществе. Аргунов, сам происходивший из крепостных графа Шереметева, стремился показывать в портретах природную красоту и достоинство человека вне зависимости от его сословной принадлежности. Образ крестьянки в этой работе художника передан с пронзительной правдивостью и искренней симпатией. Художник нарядил девушку в праздничный девичий венец и сарафан с галунами, что наводило некоторых исследователей на мысль, будто моделью послужила актриса в театральном «парадном» костюме. Однако этнографически точный наряд крестьянки Московской губернии, расшитый золотыми нитями венец, красный сарафан, тонкая белая рубаха, яркие украшения, а также бесхитростность и отсутствие всякой манерности говорят о именно крестьянском происхождении натурщицы. Её мягкие черты лица, приветливая чуть заметная улыбка и спокойная поза — всё подчёркивает скромность, открытость и доброту женщины из народа.
Портрет отличается чёткостью рисунка, строгостью форм, продуманным соотношением цветов, характерными для классицизма, который явственно проявляется в зрелом творчестве Аргунова.